# Експресионизъм
Експресионизмът (на латински: expressio, израз) е течение в българското  и европейското изкуство, което намира израз главно в изобразителното изкуство и литературата в началото на 20 век. При него формите се създават от субективни реакции спрямо наблюдаваната реалност, при което формата и цветът са деформирани, липсва реализъм и пропорции. Терминът е изкован през 1911 г. от германския писател и публицист Херварт Валден, за да обозначи не толкова ново движение в изкуството, колкото светоусещането на новото поколение творци. В научно обращение е въведен от германския художествен критик Вилхелм Ворингер.

## Експресионизмът в изобразителното изкуство
Експресионизмът е направление в германското изкуство от 1905 г., когато се основава групата „Мост“ (на немски: Die Brücke) в Дрезден (1905 – 1913), водена от германския художник Ернст Лудвиг Кирхнер, до 20-те години на 20. век. Експресионизмът се стреми към засилване на изразителността, като за целта използва опростяване на формата чак до деформация, силни цветови контрасти и дистанциране от вида на обекта. Като предшественици на експресионизма са сочени Винсент ван Гог и Едвард Мунк, както и Пол Гоген и Пол Сезан. Около 1910 г. влияние върху експресионизма оказват фовизмът и футуризмът.
Центрове на експресионизма са Дрезден и Берлин, където работят повечето художници от „Мост“ (Ернст Лудвиг Кирхнер, Ерих Хекел, Емил Нолде, Карл Шмит-Ротлуф, Макс Пехщайн, Ото Мюлер), както и Мюнхен, където след 1912 г. е създаден художественият кръг „Синият конник“ („Blaue Ritter“), основан от Василий Кандински и Франц Марк. Името на кръга е измислено от Кандински и е съчетание от любимия му цвят синьо и любимата му тема за рисуване – конете.
Експресионизмът е бил вид протест срещу съществуващия тогава обществен ред. Неговата поява трябва да се разглежда в тясна връзка с желанието за промяна на начина на живот в този период от време.
Представителите на това течение са силно повлияни от идеите на Фридрих Ницше. Експресионизмът се е противопоставял като стил на натурализма. По-късно под влиянието на художници като Паул Клее, Аугуст Маке, Робер Делоне и Франц Марк експресионизмът преминава в абстрактното изкуство.

### Представители на експресионизма в изобразителното изкуство
Предвестници на експресионизма са Пол Гоген, Винсент ван Гог и Едвард Мунк.
- Марк Шагал
- Ото Дикс (1891 – 1969)
- Макс Ернст (1891 – 1976)
- Георг Грос (1893 – 1959)
- Василий Кандински (1866 – 1944)
- Паул Клее (1879 – 1940)
- Аугуст Маке (1887 – 1914)
- Франц Марк (1880 – 1916)
- Робер Делоне (1885 – 1941)

### Галерия
- Gartenrestaurant (1912) на Август Маке
- Мурнау с църква I (1910) на Василий Кандински
- Циркова ездачка (1913) на Ернст Лудвиг Кирхнер
- Съдбата на животните (1913) на Франц Марк
- На пазар, акварел (1914) на Аугуст Маке
- Прозорец (1912) на Робер Делоне

## Експресионизмът в литературата
Разглежданите теми са войната, големият град, разпадането, страха, самопогубване, апокалипсиса, но също така и любовта, опиянението, природата. При този литературен стил красотата отстъпва място на грозотата и тя, заедно с лудостта и болестите, става предмет на авторите.

### Представители на експресионизма в литературата
- Паул Адлер (1878 – 1946)
- Йоханес Бехер (1891 – 1958)
- Паул Болд (1885 – 1921)
- Франц Кафка (1883 – 1924)
- Паул Цех (1890 – 1945)
- Максимилиан Розенберг (1885 – 1969)
- Гео Милев (1895 – 1925)

## Експресионизмът в музиката
Основен стилистически критерий за музиката от този период е еманципацията на дисонанса. Откриват се нови тонални системи до атонална музика и додекафония, при която всички дванадесет тона на октавата са равноправни. Много други губят своята валидност и се появяват нови тембри.
Експресионизмът в музиката се развива главно в Германия и Австрия.

### Представители на експресионизма в музиката
- Арнолд Шьонберг (1874 – 1951)
- Бела Барток (1881 – 1945)
- Антон Веберн (1883 – 1945)
- Албан Берг (1885 – 1935)
- Феручо Бузони (1886 – 1924)